# K53/54次列车
K53/54次列车是中国铁路运行于辽宁省会沈阳至首都北京之间的一对快速旅客列车，自1954年5月21日起開行，現由沈阳铁路局沈阳客运段负责客运任务。列车使用兩組中国铁路25G型客车，沿京哈铁路、津山铁路及沈山铁路运行，全程727公里，途经北京、天津、河北、辽宁兩省兩市。其中沈阳北站至北京站运行9小时33分，使用车次为K54次；北京站至沈阳北站运行8小时25分，使用车次为K53次。

## 历史
- 1954年5月21日，北京铁路局开始开行由天津站至沈阳站的33/34、105/106次列车[註 1]。
- 1955年6月1日，33/34、105/106次列车变更车次为35/36次列车，改为隔日开行。
- 1956年5月11日，35/36次列车延长到北京站始发终到，同时变更车次为33/34次列车，车辆和客运服务改为沈阳铁路局担任。
- 1958年5月21日，列车停运。
- 1962年6月1日，列车恢复运行，终点站改为永定门站，车次变为133/134次列车，车辆和客运服务再次改为北京铁路局担任。
- 1963年7月7日，列车终点站改为北京站。
- 1964年5月21日，列车终点站再次改为永定门站。
- 1965年4月21日，列车停运。
- 1966年12月21日，列车恢复运行，车次变为41/42次列车，车辆和客运服务最终改为沈阳铁路局担任。
- 1975年9月1日，列车与北京至郑州的61/62次合并，终到站延伸至郑州站，车次变为152/153、154/151次列车，北京站到沈阳站间朝发夕至。
- 1980年10月11日，列车终到站重新改为北京站，拆分出京郑151/152次，同时为了缓解天津站，唐山站和津山铁路过于沉重的交通压力，152/153、154/151次列车在北京站至滦县站的运行区间由原来的京沪铁路和津山铁路，改为经新建成的通坨铁路运行，不再经停天津站和唐山站。
- 1984年7月1日，京秦铁路狼窝铺-秦皇岛段通车，151/152次列车运行线路为京秦铁路、沈山铁路，仍然不经停天津站和唐山站。
- 1985年4月1日，列车车次变为253/254次。
- 1991年4月21日，列车车次变为53/54次，沿途车站不再办理客运，同时改为使用中国铁路25G型客车，列车为全卧铺空调列车。

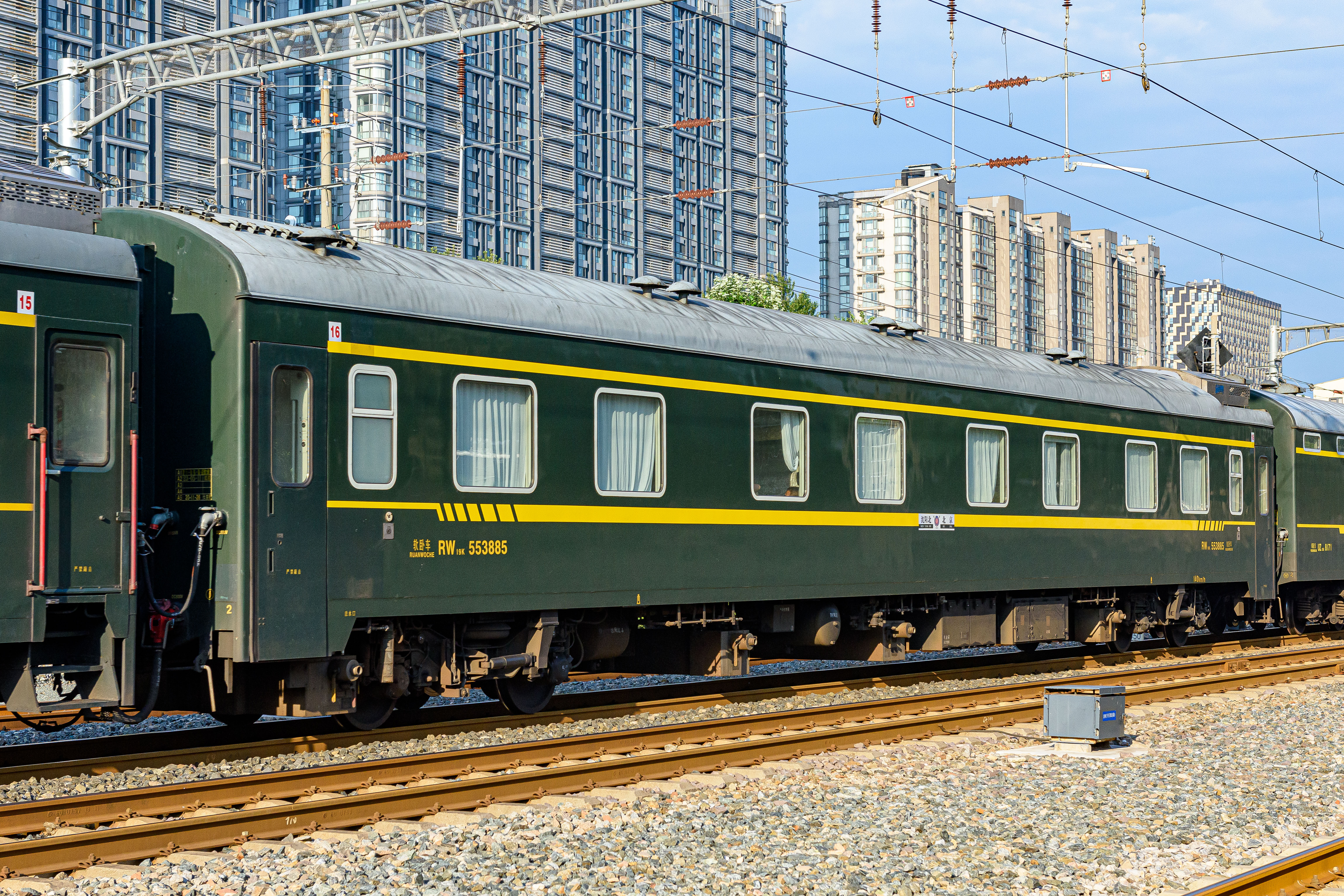
K53/54次列车2003年3月1日开始编挂RW19K型高级软卧车

- 2000年10月21日，配合中国铁路實行第三次大提速，列车车次改為K53/54次[1]。
- 2003年3月1日，K53/54次列车开始编挂由长春客车厂生产的RW19K型高级软卧车厢[2]。

## 列车编组
K53/54次列车现时采用配属沈阳铁路局沈阳车辆段的DC600V机车直供电中国铁路25G型客车，采取18辆编组，其中硬卧车13辆、软卧车2辆、邮政车、行李车各1辆，另有一辆涂装与25G型客车相同的RW19K高级软卧车。该列车是中国首班全卧铺列车。

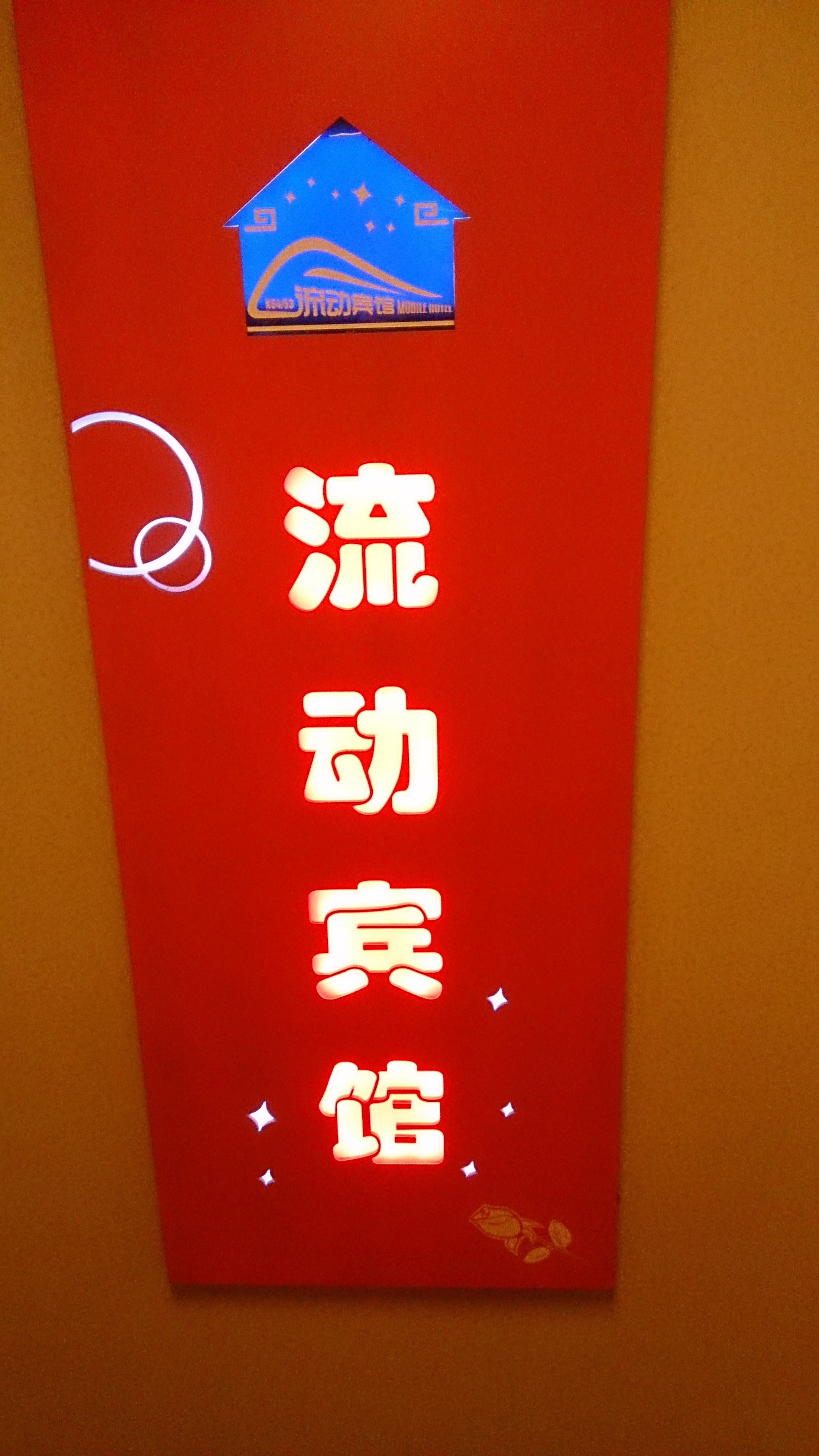
K53/54次列车上的流动宾馆标志

该列车的客运任务由沈阳铁路局沈阳客运段客运一队担当，实行宾馆化管理、宾馆化服务，有“流动宾馆”之称。由于其夕发朝至、一站直达的特性，该列车的上座率并未受到京沈动车组列车的明显影响。此外，在京沈动车组列车开通及中国大陆火车票实名制实施之前，K53/54次的客票在开售后不久即告售完，因此该列车亦曾被火车迷戏称为“日本船”（取日本船名中的“丸”字与“完”的谐音）。
| 车厢编号 | 1-13         | 14-15        | 16               | 17           | 18           |
| 车型     | YW25G 硬卧车 | RW25G 软卧车 | RW19K 高级软卧车 | UZ25G 邮政车 | XL25G 行李车 |

## 机车交路

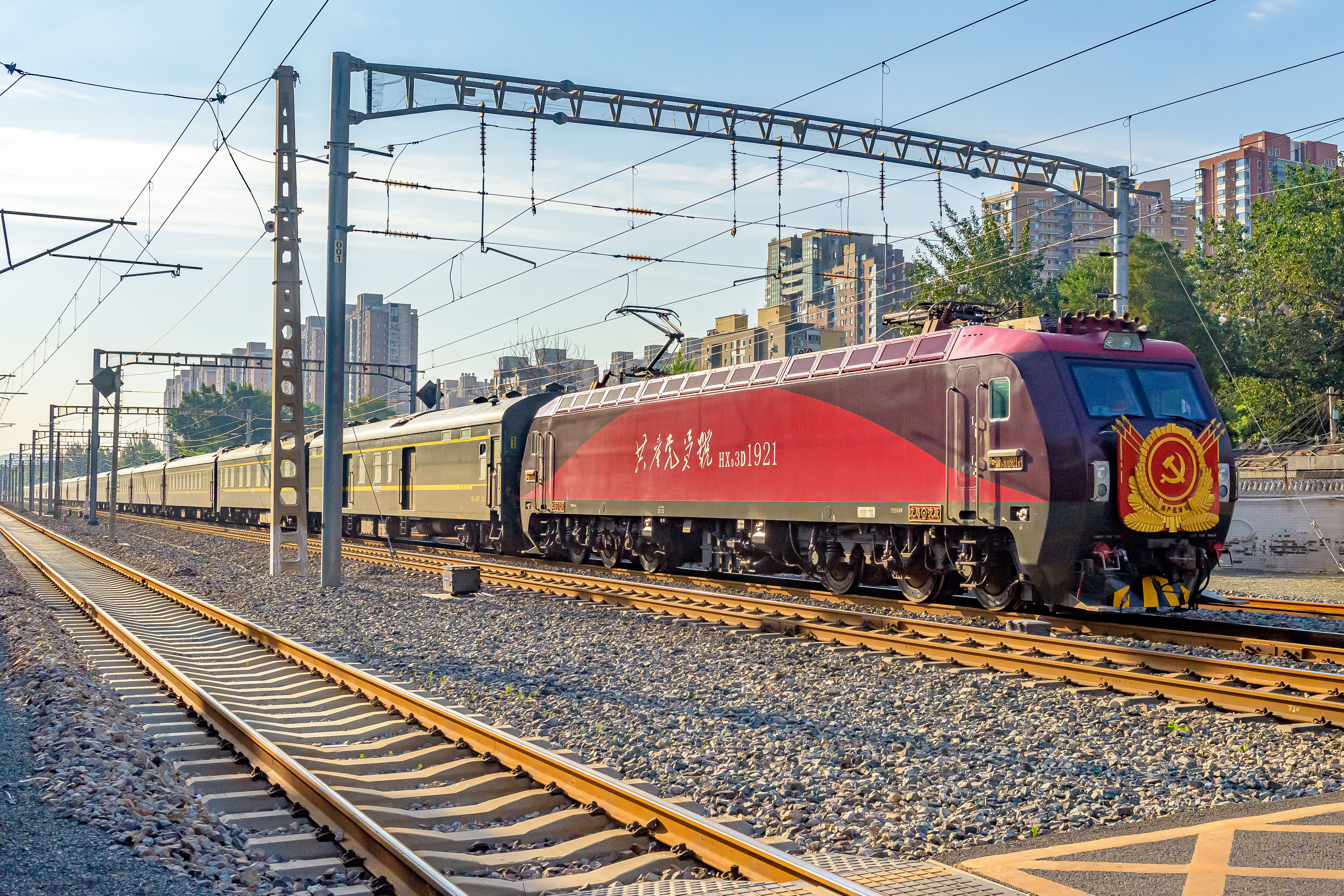
K53/54次列车隔日由和谐3D型第1921号“共产党员号”电力机车牵引

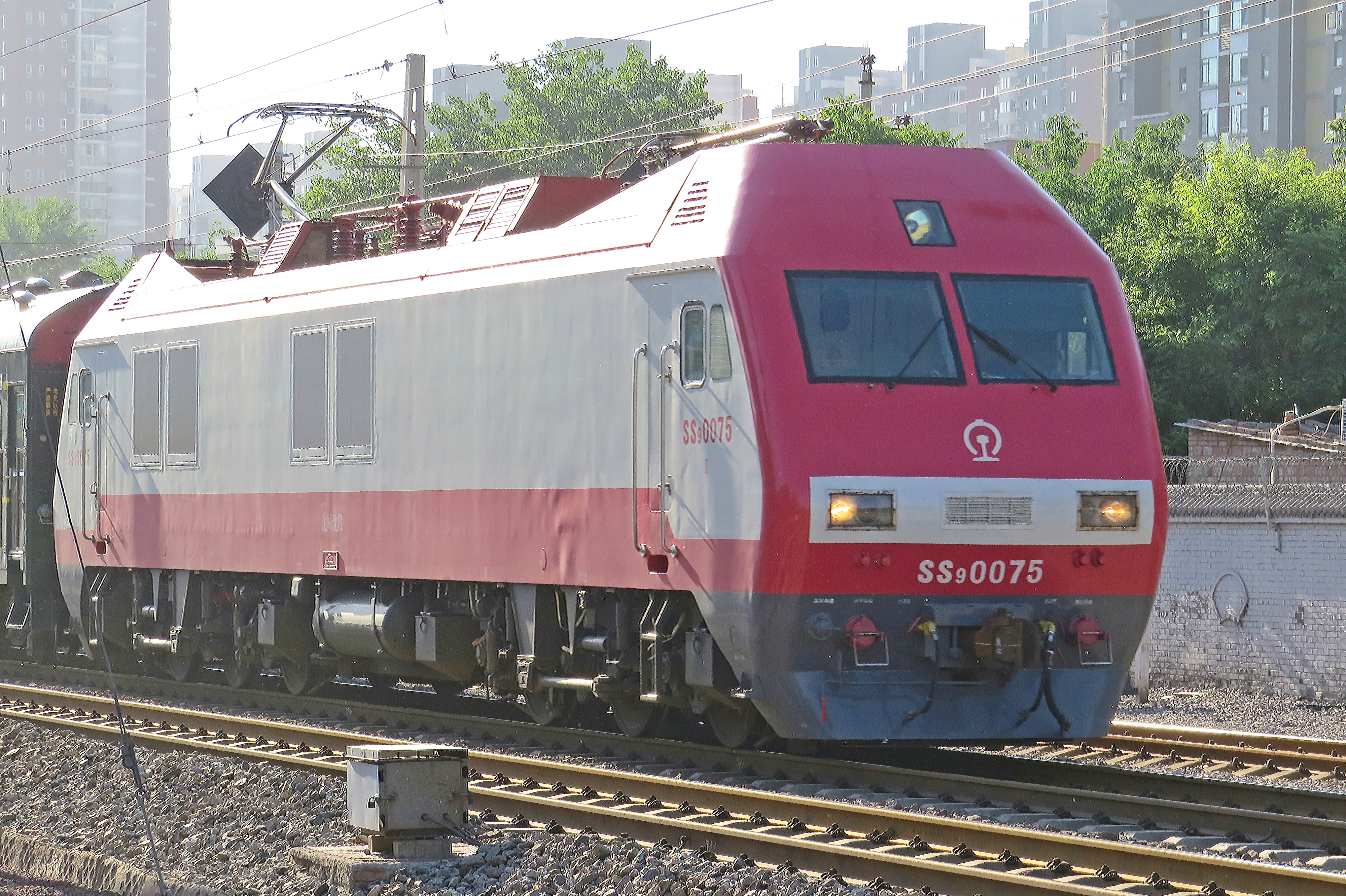
配属沈阳机务段（现配属通辽机务段）的韶山9G型电力机车第0075号牵引K54次通过京哈线水南庄道口

K53/54次列车现在使用沈阳铁路局沈阳机务段的和谐3D型电力机车担当沈阳至北京间机车交路，该机车可直接向列车提供电能，用于空调、电开水炉等设备，因此列车毋須额外加挂一节空调发电车。其中沈阳至山海关间由沈阳铁路局沈阳机务段担当，山海关至北京间由北京铁路局北京机务段担当，在山海关站继乘。
| 车站区段               | 沈阳北 ↔ 北京                                       |
| 本务机车 配属 司机更替 | 和谐3D型电力机车 瀋局瀋段 沈阳/北京司机在山海关轮乘 |

## 时刻表

### 现行时刻
- 数据截至2025年7月1日。

| K53次 | K53次 | K53次 | K53次 | 停靠站 | K54次 | K54次 | K54次 | K54次 |
| 里程  | 天数  | 到点  | 开点  | 停靠站 | 到点  | 开点  | 天数  | 里程  |
| ----- | ----- | ----- | ----- | ------ | ----- | ----- | ----- | ----- |
| 0     | 当日  | —     | 22:35 | 北京   | 06:58 | —     | 次日  | 727   |
| 727   | 次日  | 07:00 | —     | 沈阳北 | —     | 21:25 | 当日  | 0     |

### 历史时刻
| K53次 | K53次 | K53次 | K53次 | 停靠站 | K54次 | K54次 | K54次 | K54次 |
| 里程  | 天数  | 到点  | 开点  | 停靠站 | 到点  | 开点  | 天数  | 里程  |
| ----- | ----- | ----- | ----- | ------ | ----- | ----- | ----- | ----- |
| 0     | 当日  | —     | 22:15 | 北京   | 07:10 | —     | 次日  | 744   |
| 744   | 次日  | 07:15 | —     | 沈阳北 | —     | 21:30 | 当日  | 0     |

| 53次 | 53次 | 53次  | 53次  | 停靠站 | 54次  | 54次  | 54次 | 54次 |
| 里程 | 天数 | 到点  | 开点  | 停靠站 | 到点  | 开点  | 天数 | 里程 |
| ---- | ---- | ----- | ----- | ------ | ----- | ----- | ---- | ---- |
| 0    | 当日 | —     | 22:10 | 北京   | 07:15 | —     | 次日 | 744  |
| 315  | 次日 | 02:16 | 02:28 | 山海关 | 03:00 | 03:10 | 次日 | 429  |
| 744  | 次日 | 07:30 | —     | 沈阳北 | —     | 21:40 | 当日 | 0    |

| 53次 | 53次 | 53次  | 53次  | 停靠站 | 54次  | 54次  | 54次 | 54次 |
| 里程 | 天数 | 到点  | 开点  | 停靠站 | 到点  | 开点  | 天数 | 里程 |
| ---- | ---- | ----- | ----- | ------ | ----- | ----- | ---- | ---- |
| 0    | 当日 | —     | 22:10 | 北京   | 07:15 | —     | 次日 | 744  |
| 151  | 次日 | 00:08 | 00:14 | 丰润   | 05:08 | 05:14 | 次日 | 593  |
| 315  | 次日 | 02:16 | 02:28 | 山海关 | 03:00 | 03:10 | 次日 | 429  |
| 744  | 次日 | 07:30 | —     | 沈阳北 | —     | 21:44 | 当日 | 0    |

## 灾难事故
- 2003年7月6日，K53次在行车途中机车冒烟，油烟经空调进入前三节车厢。列车次日到达沈阳北站后，40余名乘客因吸入油烟被送往医院接受身体检查[9]。
- 2012年8月4日，台风达维袭击渤海，导致山海关一带持续降雨并出现洪水。当天凌晨2时10分，由北京开往沈阳的K53次列车被困在秦皇岛站与山海关站之间并一度断粮，992名乘客及16名乘务人员受困，11个小时后才重新出发，当晚20时许抵达沈阳北站[10]。

## 紧急救助
2014年4月20日21时30分左右，K54次列车刚开出沈阳北站不久，有一乘客因脑血管疾病发作突然感觉不适。列车乘务人员紧急联系大虎山站为其准备了救护车。患者后来脱离生命危险。